# Xanthoparmelia californica
Xanthoparmelia californica är en lavart som beskrevs av Hale. Xanthoparmelia californica ingår i släktet Xanthoparmelia och familjen Parmeliaceae.   Inga underarter finns listade i Catalogue of Life.